# Brabant-sur-Meuse
 Brabant-sur-Meuse  es una población y comuna francesa, en la región de Lorena, departamento de Mosa, en el Distrito de Verdún y cantón de Montfaucon-d'Argonne.

## Demografía
| 88 | 90 | 72 | 75 | 74 | 90 |
| Para los censos de 1962 a 1999 la población legal corresponde a la población sin duplicidades (Fuente: INSEE [Consultar]) |    |    |    |    |    |